# Афроцентризм
Афроцентризм — идеология самоутверждения людей негроидной расы, направленная на подчеркивание самобытности африканских культур и их вклада во всемирную историю, а также борьбу с европоцентризмом. Возник в начале 1980-х годов в среде афроамериканской интеллигенции. Главным теоретиком афроцентизма считается учёный афроамериканского происхождения Молефи Кете Асанте (при рождении — Артур Ли Смит), профессор Темпльского университета. Афроцентризм нацелен на самоопределение негроидной расы и ценностное возвышение африканских культур и является панафриканской точкой зрения для изучения культуры, философии и истории. Представители этого движения стремятся проводить исследования предметов мировой истории, рассматривая их с точки зрения народов Африки и африканских государств. В своих методологических исследованиях они занимают критическую позицию по отношению к европоцентристским представлениям о мировой истории.

## История
Афроцентризм зародился в трудах афроамериканских интеллектуалов на рубеже XIX—XX веков под влиянием коренных социальных изменений в Соединённых Штатах и Африке: отмены рабства и упадка колониализма. После окончания Гражданской войны в США афроамериканцы из южных штатов начали формирование общин, чтобы избежать контроля со стороны белых, и упорно трудились, чтобы получить образование. Вопреки жестокой расовой дискриминации и сегрегации, они стали занимать все более активную гражданскую позицию. Представители афроамериканской интеллигенции занялись вопросами переоценки африканской культуры, её достижений и их значения для современного человека.
Как идеология и политическое движение, афроцентризм берет свое начало в активистском движении среди представителей интеллигенции афроамериканского происхождения, политических деятелей и историков в рамках движения за гражданские права чернокожих в США.
В 1980 году Молефи Кете Асанте предложил социокультурную теорию афроцентризма с целью создания особенной формы коллективной идентичности представителей африканских культур. В основу теории, призванной перевернуть сознание афроамериканцев, была положена идея центрального положения африканского континента и всех людей африканского происхождения в мировой истории. Для того, чтобы освободиться от навязанного годами рабства и сегрегации и передаваемого по наследству комплекса неполноценности негроидной расы, теоретики афроцентризма во главе с Асанте предложили афроамериканцам трансформировать собственное самосознание, обратившись к своим африканским культурным корням.

## Критика
Профессор Колледжа Уэллсли Мэри Лефковиц в своих трудах называла идеологию афроцентризма псевдоисторической, излишне реактивной и упрямо терапевтической.
Кваме Энтони Аппиа, философ ганского происхождения, отмечал, что афроцентризм стремится заменить европоцентризм, являясь такой же этноцентричной идеологией, негативно влияющей на западную культуру и её представителей.

## В массовой культуре
Афроцентризм лежит в основе текстов представителей направления ньюскульной хип-хоп культуры, таких как Public Enemy, Boogie Down Productions, Juice Crew, A Tribe Called Quest, Jungle Brothers и других.
Проблемы афроцентризма активно поднимаются в американском мультсериале «Гетто», представляющем собой социальную сатиру на американскую культуру и межрасовые отношения (или расовые стереотипы). Темнокожий Хьюи Фримен, один из трёх главных героев сериала, открыто транслирует ценности афроцентризма и открыто презирает гламуризированную афроамериканскую поп-культуру в том виде, в котором она изображается основными американскими СМИ.
Выпущенный в мировой прокат в 2018 году американский художественный фильм «Чёрная пантера» получил положительные оценки от западных кинокритиков за его афроцентризм на фоне того, что представители негроидной расы и африканская культура по-прежнему игнорируются современным кинематографом. Фильм изображает африканскую культуру и цивилизацию, а его актёрский состав практически полностью темнокожий, в то время как большинство ранее вышедших фильмов про супергероев демонстрировали героев с белым цветом кожи, ярких представителей западной цивилизации. Помимо этого, фильм затрагивает такие остросоциальные темы, как угнетение темнокожего населения и революцию.